# Medal UNDOF

Baretka medalu

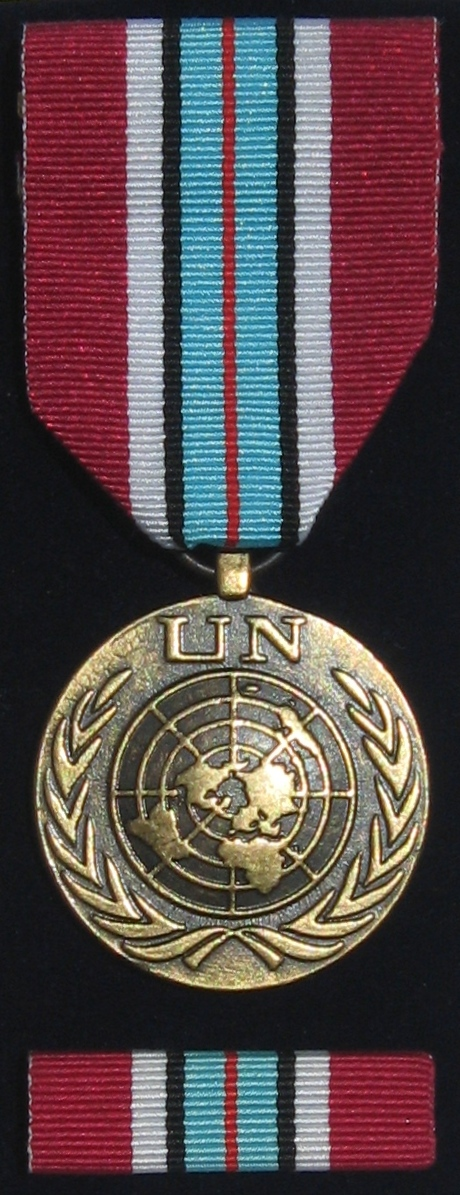
Awers medalu

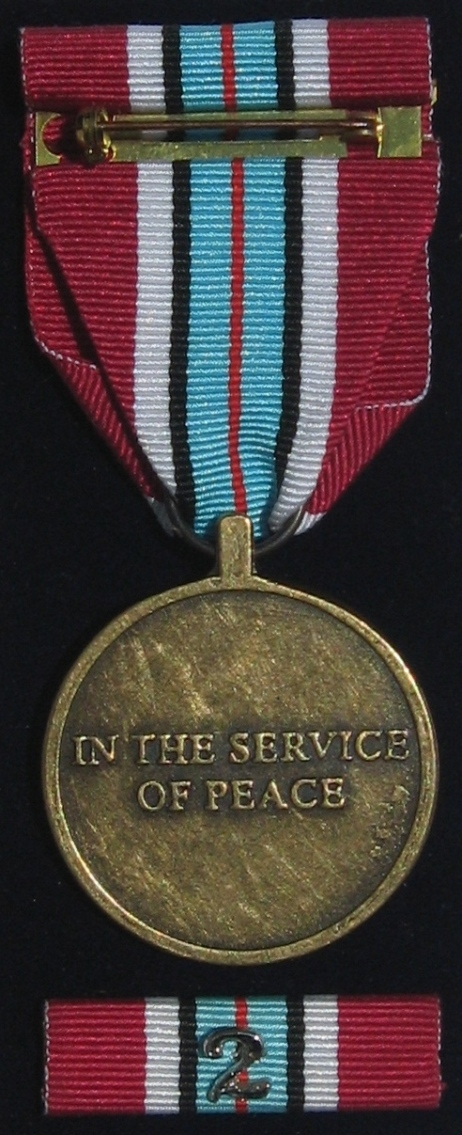
Rewers medalu

Medal UNDOF został ustanowiony w czerwcu 1974 r. Może być przyznany zarówno personelowi wojskowemu jak i cywilnemu pełniącemu służbę pod auspicjami ONZ w rejonie Syrii i Izraela.
Każdemu przysługuje tylko jeden medal, który może zostać przyznany po pierwszych 90 dniach służby w rejonie misji. Po każdych następnych 180 dniach przysługuje srebrna cyfra, która wpinana jest w baretkę medalu.
Symbolika kolorów:
- Przez środek wstążki przebiega niebieski pas oznaczający Organizację Narodów Zjednoczonych oraz strefę AOL (ang. Area Of Limitation), w której zwaśnione strony nie mogą utrzymywać większej ilości sprzętu, niż stanowią podpisane porozumienia.
- Czerwona linia przebiegająca przez środek wstążki oznacza miejsce stacjonowania sił międzynarodowych, tzw. AOS (ang. Area Of Separation) strefę zdemilitaryzowaną stanowiącą teren buforowy pomiędzy zwaśnionymi stronami.
- Kolor czarny symbolizuje wulkaniczną skałę Wzgórz Golan, natomiast kolor biały symbolizuje śnieg leżący na Górze Hermon.
- Burgund symbolizuje purpurowe zamglenie o zachodzie słońca oraz rodzimy oset i inną florę występującą na Wzgórzach Golan.